# Кангер, Карл Карлович
Карл Карлович Кангер (эст. Karl Kanger; 27 февраля 1898 — март 1986) — эстонский и советский военный и политический деятель, полковник ВС СССР.

## Биография
Родился в 1898 году. Эстонец по национальности, член ВКП(б) с 1917 года.
Службу начал в 3-м Эстонском пехотном полку Русской императорской армии в качестве прапорщика. Участник гражданской войны в России и Эстонской освободительной войны на стороне красного движения. В 1918 году участвовал в сражении за Нарву как командир 2-й роты 1-го батальона 2-го Вильяндиского эстонского коммунистического стрелкового полка.
Службу в РККА проходил с 1918 по 1938 годы. Участник сражений на Калининском фронте Великой Отечественной войны, а также боёв в Эстонии, с июля 1941 года — командир Таллинского полка рабочих. С 1 декабря 1941 по 30 июня 1942 года — командир 7-й стрелковой дивизии. С 24 июня по 28 сентября 1942 года — командир 249-й стрелковой дивизии.
С 1942 года — заместитель командующего 8-м Эстонским стрелковым корпусом. Произведён в подполковники 4 октября 1942 года. В декабре 1942 года был контужен в боях за Великие Луки. 14 сентября 1943 года награждён орденом Отечественной войны I степени.
После войны некоторое время был военным комиссаром Эстонской ССР. В отставке с 10 октября 1947 года. Автор мемуаров «Воспоминания о боевых днях» (эст. Mälestusi võitluspäevilt), опубликованных в 1958 году. В 1961 году Кангер обратился с письмом в ЦК КПСС с просьбой ускорить процесс установления памятника эстонским коммунистам, погибшим во время сражения за Нарву, поскольку Совет министров ЭССР попросту бездействовал.
Супруга — Лидия (ум. 17 августа 1977 года).
Скончался в марте 1986 года. Похоронен на Таллинском кладбище Рахумяэ 14 марта.

## Награды
- Орден Отечественной войны I степени:
  - 14 сентября 1943[5]
  - 6 ноября 1985[10]
- Орден Красного Знамени[11]
- Орден Ленина
- Орден Октябрьской Революции[12]
- Медаль «За победу над Германией в Великой Отечественной войне 1941—1945 гг.»